# بول جيرارد
بول جيرارد (بالإنجليزية: Paul Gerrard) (22 يناير 1973 في المملكة المتحدة - ) هو لاعب كرة قدم بريطاني في مركز حراسة المرمى. شارك مع منتخب إنجلترا تحت 21 سنة لكرة القدم. أما مع النوادي، فقد لعب مع أكسفورد يونايتد وأولدهام أثلتيك وإيبسويتش تاون وستوكبورت كونتي وشيفيلد يونايتد ونادي إيفرتون ونادي بلاكبول ونوتينغهام فورست.

## وصلات خارجية
- بول جيرارد على موقع قاعدة بيانات كرة القدم.إي يو (الإنجليزية)
- بول جيرارد على موقع Soccerbase.com (لاعب) (الإنجليزية)
- بول جيرارد على موقع عالم كرة القدم.نت (الإنجليزية)